# الو-متسکولا
الو-متسکولا (به لاتین: Alu-Metsküla) یک روستا در استونی است که در دهستان رپلا واقع شده‌است.